# Estación de Zug Oberwil
La estación de Zug Oberwil es una estación ferroviaria de la comuna suiza de Zug, en el Cantón de Zug.

## Historia y situación
La estación de Zug Fridbach fue inaugurada en el año 1897 con la puesta en servicio de la línea Thalwil - Arth-Goldau por parte del Schweizerischen Nordostbahn (NOB). En 1902 la compañía pasaría a ser absorbida por SBB-CFF-FFS. En el año 2004 en la estación se acometieron una serie de reformas con la puesta en servicio de la red de trenes de cercanías Stadtbahn Zug.
Se encuentra ubicada en el barrio de Oberwil, que se sitúa en el sur de la comuna de Zug. Cuenta con dos andenes laterales a los que acceden dos vías pasantes.
En términos ferroviarios, la estación se sitúa en la línea Thalwil - Zug - Arth-Goldau. Sus dependencias ferroviarias colaterales son la estación de Zug Fridbach hacia Thalwil y la estación de Walchwil Hörndli en dirección Arth-Goldau.

## Servicios ferroviarios
Los servicios ferroviarios de esta estación están prestados por SBB-CFF-FFS.

### Stadtbahn Zug
De la red de cercanías Stadtbahn Zug pasa una línea por la estación:
- S 2 Baar Lindenpark - Zug - Walchwil - Arth-Goldau - Brunnen - Erstfeld